# It's a Boy
It's a Boy é um filme britânico do género comédia, realizado por Tim Whelan e escrito por Leslie Howard Gordon e John Paddy Carstairs, com base na peça teatral homónima de Austin Melford, uma adaptação inglesa da peça alemã de 1926, Hurra, ein Junge dos autores Franz Arnold e Ernst Bach. Estreou-se no Reino Unido a 13 de junho de 1933.

## Elenco
- Leslie Henson como James Skippett
- Albert Burdon como Joe Piper
- Edward Everett Horton como Dudley Leake
- Heather Thatcher como Anita Gunn
- Alfred Drayton como Eustace Bogle
- Robertson Hare como Allister
- Wendy Barrie como Mary Bogle
- Helen Haye como senhora Bogle
- Joyce Kirby como Lillian